# 舞川セナ
舞川 セナ(まいかわ せな、1985年3月30日 - ）は、日本のAV女優。ティーパワーズ所属。

## 略歴・人物
千葉県出身。
趣味は食べること。
2015年に「瀬名ありさ（せな ありさ）」としてAVデビュー。Duoエンターテイメント所属。
2015年8月に所属事務所をギルフィーに移し「川瀬麻衣（かわせ まい）」に改名。
2016年2月14日にツイッターでAV女優を辞めることを表明したが、同年6月6日に「舞川セナ」の名前で新たにツイッターを開始。LANTANAに所属してAV女優を再開したが、同年中に活動を休止。
2019年10月、マドンナ専属女優の「舞原聖(まいはら ひじり)」として再デビュー。
2020年5月をもって専属を離れ、企画単体女優となる。
2021年2月、月刊FANZA発表「このAV女優がすごい!2021冬」で3位獲得。
2021年7月、療養を発表。その後、マドンナに再専属される形で2021年11月に復帰。

## 出演作品

### アダルトDVD
- シロウトハンター2 23（6月10日、プレステージ）
- 街角美少女を、本気でヤッちゃいました。 2nd. vol.17 東京都秋葉原で顔射ナンパ編（7月21日、プレステージ）
- 働くオンナ猟り vol.22 新宿 スレンダラスな美脚デパガ編（8月1日、プレステージ）
- 人妻ナンパ自宅中出し vol.7 街行くセレブ人妻をナンパしてAV自宅撮影! 旦那のいない家でヤる背徳感まみれの中出し性交!! 人妻6人 in 目黒・渋谷・世田谷（12月1日、プレステージ）
- 六本木交差点3番出口横にある深夜25時からの整体マッサージ 3（12月1日、DOC）
- 念願のCA合コン!仲良し2人組!! お持ち帰りは出来たが1人はガード高め…だけどその子も友達が感じている様子を見ているうちに…（12月10日、DOC）
- こんなすました顔してても、ベッドでヒィヒィ言ってんだぜ? 全国縦断「Maji」100％ナンパ 素人奥さんご馳走様でした。馬並みチ○コでグングン突かれてメガ盛り絶叫! 敏感群馬の美人若妻編（12月25日、ビッグモーカル）
- ○袋人妻ヘルスの新人研修に密着! 素股講習中にご無沙汰マ○コが擦れすぎて気持ち良くなってしまった奥様達は入れちゃダメなんですよねと言いつつ他人棒の膣内初挿入を拒めない!!（12月25日、SCOOP）

- みじめな僕に同情した親友の彼女に「擦りつけるだけだよ」という約束で素股してもらっていたら互いに気持ち良すぎてマ○コはグッショリ! でヌルっと生挿入!「え!? 入ってる?」でもどうにも止まらなくて中出し!（1月8日、アイエナジー）
- 大事なことだから今さら言う。 「なんでこのコがAVに!?」（1月8日、バルタン）
- 妊娠してセックスレスになった優しい(義)姉さんに勇気を出してお願いしたら意外にも可愛い弟チ○ポなら…と挿入を許してくれるのか? お腹を気遣い最初は浅くスローピストンしてたのに途中から我を忘れて狂ったように深い激ピストンで求めてくる受精済マ●コに穴兄弟中出し!（1月8日、SCOOP）
- AV会社で働く(主にモザイク入れ)ガチ従業員 新人AV女優「川瀬麻衣」 本名「斉藤ちえ」 AV Debut（1月20日、TODOManic）
- 温泉旅行で酔った夫に頼まれて仕方なく舐めだした美人妻のフェラ尻に我慢できず後ろから即ハメ（1月21日、ナチュラルハイ）
- 淫語女子アナ 8 チ○ポ、マ○コをカメラ目線で連呼する超真面目なニュース番組（1月21日、ROCKET）
- 旦那に隠れて美尻妻に手を出した俺（1月21日、AKNR）
- 貧乳家庭教師の胸チラを指摘して犯る（1月22日、S級素人）
- あだ名が「ムッツリエロGOD」でエロ知識だけは豊富な僕の家に、終電を逃したクラスメイトがやって来て密かにたまり場にしている件について…（1月22日、SCOOP）
- ゆる〜い先端フェラからのイラマチオのような過激吸引 〜さきっちょ奉仕してると結局喉奥まで咥え込みたくなる不思議〜（1月22日、SEX Agent）
- オナり愛液手コキ 2 〜わたしのマン汁でコスってあげるね〜（1月22日、SEX Agent）
- 目白在住の変態新妻マゾヒスト 旦那の代わりに中出し交尾（1月25日、えむっ娘ラボ）※「まなみ」名義
- 人妻ちゃんの精飲 知らない男の精子15発 元読者モデル/アパレル店員 ちえさん 27歳（2月6日、コスモス映像）※「ちえ」名義
- マジックナンパ! vol.32 婚活女子ナンパ（2月10日、MAGIC）
- 某ブライダルエステで全身が超敏感オマ○コになる激烈媚薬をオイルに混入し乳首ビン勃ちの美巨乳をねっとり揉みしだかれれば 婚前花嫁は声も出せずに痙攣イキ連発!!感じまくって開きっぱなしの子宮口はガチ勃起した他人棒の生挿入・生中出しを拒めない! 3（2月12日、SCOOP）
- 同じマンションの人妻が露出度高め誘惑確信犯!! ノーブラ乳首チラに我慢汁が超ヤバい!! 昼間からのSEXで特濃ザーメン注入するとイキ狂う潮吹き中出し痙攣（2月12日、SCOOP）
- 常にパンチラ・透けブラ メンズエステ（2月18日、アイエナジー）
- ガチ素人企画 男女の友達・同僚・幼なじみ同士 すぐに破れるラップ越しの素股ゲームで賞金獲得! コスって破けたら入っちゃった!（2月18日、アイエナジー）
- 生チ○ポ観察! ピュアなお嬢さんたちにじっくり見てもらいました（2月19日、DOC）
- 出会い厨エロ垢女子限定!! SNSガチナンパ!! VOL.1（2月19日、Re:Search）
- じゅるじゅぱぶぽぽぉ 唾液量の多過ぎる卑猥な生フェラチオ（2月19日、SEX Agent）
- 危険日直撃!! 子作りできるソープランド 7（3月5日、Mr.michiru）
- 本番禁止の都内有名デリヘルでただ口説いてヤルだけじゃ収まらない! ぎらついた男たちがデリヘル嬢に生中出しするまで クリスマスイブに出勤している嬢集!（3月5日、Mr.michiru）
- 一般男女モニタリングAV ずっと憧れていた取引先の美人社員とHなミッションでお近づきになりませんか? 一流企業の受付嬢が黒パンストに包まれた弾けんばかりのデカ尻でサラリーマンち●ぽを赤面尻コキ素股! 2（3月5日、ディープス）
- 素人ナンパ 会社の上司と部下が挑戦! すぐに破れるラップ越しの素股ゲームで賞金獲得!（3月17日、アイエナジー）
- エステにおけるオイル手コキ 4（3月25日、アロマ企画）
- HYPER FETISH ハイレグいやらしクィーン（3月25日、デジタルアーク）
- 「こんなところで…」 他人の情事を目撃してしまったパート妻（4月7日、AKNR）
- イマドキのひとり飲み女子は寂しがり屋でチ○ポ恋いしがり屋という噂は本当か? 終電間際にタクシーで送ろうかと声をかけたら期待でマ○コはビチョ濡れ介抱するフリしてラブホ連れ込み即ズボ挿入もウエルカム!!（4月8日、SCOOP）
- NGゴリ押し!? 勝手に中出し解禁 〜中出しNG女優に、こっそり大量中出ししちゃいました〜（4月13日、アリスJAPAN）
- 膝上25cmのタイトミニ、気持ちよすぎる腿コキ 6（4月13日、アロマ企画）
- 突然パンチラで挑発されてこっそりシゴいちゃった僕。 その10（4月13日、アロマ企画）
- 変態スケベ用語でイッてみない!? ONA15スタジオLIVEオナニー ｢私たちの淫語｣ 〜オー・エヌ・エー・フィフティーン えっちな言葉で高まっちゃう〜（4月15日、SEX Agent）
- カットモデルの女性に睡眠薬を飲ませわいせつ行為を繰り返す美容師の投稿映像（4月22日、青空ソフト）
- 亀頭メンテナンス 2（4月25日、アロマ企画）
- オフィス街で外回り中の男上司と女部下に『日頃、コミュニケーションは取れていますか?良かったら広いお風呂でお互いの信頼関係を深めませんか?』とナンパしたら、仲良くなりすぎてセックスまでしちゃってました。（4月25日、ナンパJAPAN）
- 超プレミア級と噂されているアノ特典ブツの裏側を独占スクープ! モザ無しで局部のカタチがパックリくっきり! 愛の汁付きおマ○コ直貼りテープ作成に協力してくれる女の子たちは素でこんなにHが大好きだった!（5月13日、SCOOP）
- 今、自由が丘が熱い! 本当はヤリたがっている素人娘で溢れているとの噂を聞きつけナンパ師を派遣! その場しのぎの敵トークでSEXまで持ち込むとびっくりするクライドエロい"オンナ"ばかりで自慢の無スコもノックアウトされちゃいました!（5月25日、ナンパJAPAN）
- ヤリマン疑惑のギャル嫁（6月13日、GALDQN）
- AV女優の裏側リポート かたりたがーる（9月24日、HMJM）
- ラグジュTV×PRESTIGE PREMIUM 04（11月25日、プレステージ）※「一条玲」名義
- 「そこのミニスカ美脚お姉さん!童貞くんの射精のお手伝いをしてくれませんか?」 スベスベの生足で素股だけのはずがヌプッと挿って優しく中出し筆おろし!（12月1日、ナンパJAPAN）※「まい」名義

- 人気AV男優につぶやき系SNSからアプローチしてきた欲求不満の若妻と浮気SEXした一部始終をこっそり盗撮して勝手にAV発売しちゃいました。（1月1日、ナンパJAPAN）※「なお」名義
- コスプレイヤーレズビアン乱交（3月24日、TMA）
- 姉中出し近親相姦（5月26日、TMA）

- 専属 選ばれしイイ女―。 某有名高級ブランド店勤務 現役人妻販売員 舞原聖 34歳 AVデビュー!!（10月7日、マドンナ）
- 人妻秘書、汗と接吻に満ちた社長室中出し性交（11月7日、マドンナ）
- あの男の醜い精液を私は朝昼晩と飲まされ続けています―。 精飲 『本物精子』×凌辱ドラマ（12月7日、マドンナ）

- 今日、僕が1人暮らしを始めるまでの義母さんとSEXし続けた最後の14日間―。（1月7日、マドンナ）
- 童貞と見抜かれた僕はもう隣の人妻には逆らえない―。（3月7日、マドンナ）
- 夫と子作りSEXをした後はいつも義父に中出しされ続けています…。（4月7日、マドンナ）
- 妻には口が裂けても言えません、義母さんを孕ませてしまったなんて…。 ―1泊2日の温泉旅行で、我を忘れて中出ししまくった僕。―（5月7日、マドンナ）
- 平日の暇な時間帯のメンズエステでW施術を薦められてお願いしたら欲求不満な奥さまセラピストに連続射精させられた（6月11日、DANDY）
- クソガキがアイスぶつけてきたので母親に責任取ってもらいました(笑) 鬼畜!DQNごっくん中出し輪姦（6月19日、エムズビデオグループ）
- お色気P●A会長と悪ガキ生徒会 舞原聖（7月9日、グローリークエスト）
- 背徳の寝取らせシアタールーム 低俗男たちの醜い肉棒で汚された貞淑妻―。（7月25日、マドンナ）
- 拘束スイートルーム 男を犯して狂わせる美麗なW痴女 新村あかり 舞原聖（8月1日、Fitch）
- 舞原聖 初ベスト 専属7作品COMPLETE 8時間 〜選ばれしイイ女が魅せる、全16本番SPECIAL〜（8月25日、マドンナ）※ベスト盤
- 美人母娘、イタダキマス。 数十年前に孕ませた女とその娘に会いに来ました。（8月25日、ダスッ!）
- 初老の小説家に飼われた女編集者（9月1日、プラネットプラス）
- 昼下がりの未亡人 ―美し過ぎた義理の母―（9月7日、アタッカーズ）
- 着衣のまま強制挿入してくる痴女のパンスト騎乗位（9月17日、グローリークエスト）
- 上司と部下の妻 13（9月25日、ながえスタイル）
- 旅行先で黒人とまさかの相部屋 デカマラNTR旅館（10月1日、Fitch）
- 娘の彼氏に抱かれた私。 ―無理矢理押し倒されたあの日からヤリまくった話―（10月7日、アタッカーズ）
- 清楚な美脚CA ガニ股固定バイブモデル 日給100万円の制服撮影会で下品なポーズを要求され濡れだしたノーパン黒パンストマ●コに特殊バイブを挿入されイキ果てるまで連続アクメ痙攣追い打ち中出し（10月13日、はじめ企画）※「まい」名義
- 一ヶ月禁欲した発情女が正気を失い「もうダメぇ!ごめんなさい!!」と言うほどイキ狂うSEX（10月13日、セレブの友）
- 家庭内不倫（10月19日、KSB企画）
- マジックミラー号ハードボイルド デカチンの先っぽ3cmだけを挿入する過激な膣ケアエクササイズで敏感な膣口を刺激され続けるとご無沙汰妻は膣奥まで欲しくなってしまうのか!? 久々の快感にイキ捲る性欲爆発SEXは中出し1発だけでは終わらない!（10月22日、サディスティックヴィレッジ）
- 人妻の浮気心（11月1日、人妻援護会）
- 巨乳水着ギャルばかりを狙う海の家ナンパエステ 19（11月1日、変態紳士倶楽部）
- 絶対的上から目線で巨尻痴女が淫語コントロール 射精を支配される究極主観JOI（11月13日、Fitch）
- 卑猥語女（11月19日、MARRION）
- ヨガ教室に通う奥様がクリトリス直撃の激震マシンを当てたイキガマン・スクワット! 久しぶりの快感に耐え切れず痙攣アクメ潮!敏感になった発情オマ○コは連続中出しも拒めない!!（11月26日、サディスティックヴィレッジ）
- 私を犯した大嫌いな男の、あの腰使いが忘れられなくて…（12月7日、アタッカーズ）
- 放課後、痴女タイム。 誰にも言えない。毎日先生たちに中出しされてるなんて…。（12月7日、PREMIUM）
- 美人すぎるナースがオナニーできない僕を不憫に思ったのか「内緒ですよ…」とこっそり騎乗位で中出しまで…でも満足し足りなかったのかそのまま今度は激しい腰振り杭打ちピストンで上書き中出し!! 2（12月18日、DOC）
- 夫が喫煙しているわずか数分の間で義父に子供ができるほど10発以上中出しされてしまう人妻（12月18日、DOC）※「ゆき」名義
- 痴漢師のネチネチ手マンに屈服した女は周りにバレないこっそり挿入で何度も絶頂させられる（12月24日、ナチュラルハイ）
- 「あなた、ごめんなさい…。」 妊娠危険日にムリヤリ義父に種付け中出しされています…（12月25日、人妻花園劇場）

- 父親が社員旅行で不在の隙にずっと憧れていた義母とヤリまくり中出し生活（1月1日、VENUS）
- 『愛し合う夫婦が残したいメモリアルヌードフォト』と題された雑誌の企画と妻を騙し、絶倫チ○ポ男と素肌密着偽撮影会で寝取られ検証!!旦那よりも若くてカチカチに反り返ったチ○ポがマ○コまで3cmに超接近して奥さん急激欲情!?（1月1日、DOC）
- 淋しい人妻の堕とし方（1月7日、アタッカーズ）
- 「制服・下着・全裸」でおもてなし またがりオマ○コ航空13 ガニ股騎乗位便 黒パンストver（2月11日、SODクリエイト）
- ハプニングホテル～魅惑の変態妻が他人の精液を膣内でかき乱して不倫妊活～（2月13日、バルタン）
- 満員電車でムチムチニット痴女2人のデカ尻に挟まれ勃起したち○ぽを笑顔で射精させられた（2月25日、ナチュラルハイ）
- 親父の再婚でできた高級ランジェリー愛好家の義母。 隠す気ゼロの魅せパンチラに我慢できずイってるのに狂乱中出しピストン（3月3日、溜池ゴロー）
- 潜入!! 噂のリンパマッサージ店 6「裏オプション、いかがなさいますか?（3月5日、LEO）
- 母は僕専用のオナホになって、性処理を手伝ってくれます。（3月7日、アタッカーズ）
- ヤレそうでヤレない。美人で有名なママがいる地方で人気のスナック店。（3月13日、ダスッ!）
- 僕はマンションの両脇に住む倦怠期中の隣人妻の誘惑に耐え切れずひたすら浮気中出しをしてしまった…（3月13日、MOODYZ）
- 淫語女子アナ25 クセがスゴい女子アナSP（3月25日、ROCKET）
- 浮気がバレたある日、彼女の巨尻ママに高速騎乗位で何度もお仕置き中出しさせられまくった僕。（3月25日、本中）
- 僕を女手一つで育ててくれた、最愛の義母が最低な友人に寝取られて…（3月25日、マドンナ）
- 今日はこいつにヌカれたい。（4月2日、ワープエンタテインメント）
- 親戚のおばさんに筆おろしされた僕。リターンズ 11（4月9日、LEO）
- 元ヤリマンの叔母のデカ尻に我慢できずデカチン甥っ子が性欲モンキー化! 絶対に逃げられない抜かずの腰つかみバックで孕むまで中出し（6月1日、LUNATICS）
- えっ!! 友達のカノジョが僕の布団の中に潜り込んできたっ?!「ねえ、しよっか? 布団の中だったらバレないからしてもいいよ♡」4（6月4日、LEO）
- 秘蜜の愛人 泥沼のように溺れた不貞性交（6月7日、アタッカーズ）
- 「それでも私は…好きじゃない」 大嫌いな同僚の女に犯されて… 舞原聖 波多野結衣（6月7日、ビビアン）
- ワシ専用!! いいなり人妻中出しメイド 叔父の命令は絶対服従。種付け調教の日々ー。（6月7日、	マドンナ）
- 妄想アイテム究極進化シリーズ 真・時間が止まる腕時計 家族全員まとめてSTOP ALL近親相姦SP（6月10日、ROCKET）
- 遺産が欲しいお姉さんは金満爺に近寄り、子種をいただく。（6月13日、ダスッ!）
- 妻のすぐ傍でいつもこっそり僕を責め続ける隣の奥さんの誘惑逆NTRエステ（7月7日、マドンナ）
- 憧れの女上司と2人きり…6（7月9日、LEO）
- 「初めての相手が私でいいならエッチしましょ」父が再婚した義母は若くて超美人! 童貞の僕は毎日気になって仕方ない! ある日義母の下着をオカズにオナニーしていたのがバレたけど怒るどころか優しく筆おろししてくれました!（7月22日、アイエナジー）
- はだかの主婦 中野区在住 舞原聖 (36)（8月1日、プラネットプラス）
- 入院生活が長過ぎておばさん看護師の透けパン尻でも余裕で勃起してしまう僕 3（8月6日、LEO）
- クズみたいな妹の夫と何度も不埒なセックスをしてしまった。（8月7日、アタッカーズ）
- AM 02:00 深夜のコンビニ。 駐車場でほろ酔う人妻に、夜勤の僕は唇を奪われて―。（8月7日、マドンナ）
- おしっこ114連発 98人（9月2日、グローリークエスト）
- オ・ン・ナ♀ざかり 舞原聖（9月3日、ワープエンタテインメント）
- 貞操帯の女 26 舞原聖（9月7日、アタッカーズ）
- 優しい若妻限定ナンパ 早漏に悩む男子のお悩み相談!「え? すぐ発射しても勃ったままなら良くない?」散々発射を我慢して焦らされた後、最高に気持ち良い中出しさせてくれました!（9月9日、アイエナジー）
- 高確率合格の秘訣はヌイて伸ばす! スケベエリート多数在籍!! これが噂のスーパー家庭教師（9月10日、LEO）
- 隣の美人妻 泥酔し部屋を間違え「ただいま～!」舞原聖（10月1日、プラネットプラス）
- 酔いつぶれた人妻 4旦那の留守中に泥酔… 奥さんって飲むとイキまくるんですね。（11月5日、LEO）
- 再会 舞原聖 マドンナ専属ふたたび―。 過呼吸になるほど濃密な汗だくベロキス3本番（12月14日、マドンナ）

- 性欲おばけのおばさん達にキ●タマが空っぽになるまでヌキまくられた僕。（1月7日、LEO）※総集編作品
- 『独占契約』第2弾!! 人気シリーズに登場!! 地元へ帰省した三日間、人妻になっていた憧れの幼馴染と時を忘れて愛し合った記録―。（1月11日、マドンナ）
- 夫では満足できなくて… パート先の巨根店長に堕ちた人妻（2月8日、マドンナ）
- 四六時中、娘婿のデカチ○ポが欲しくて堪らない義母の誘い（3月8日、マドンナ）
- 卒業式の後に…大人になった君へ義母からの贈り物―。 マドンナ専属美熟女が艶やかな色気で門出を祝う―。 （4月12日、マドンナ）
- 人妻オフィスレディの絶対領域 貞淑妻を襲う、部長の言いなり社内羞恥―。（5月10日、マドンナ）
- 大丈夫、おばさんに任せて!! 2（7月7日、LEO）
- 日々、開発される美人妻の乳首イキ 夫は知らない、乳頭調教された私の肉体―。 舞原聖（7月12日、マドンナ）
- ショートカットのいい女! 舞原聖 ベスト（7月12日、ながえSTYLE）※ベスト盤
- マジックミラーNTR 鏡越しに目撃した妻と上司の衝撃的浮気映像 舞原聖（8月9日、マドンナ）
- 田舎で突然の大雨―。迷い込んだ山小屋で憧れの義姉・聖さんと二人きり…。 舞原聖（9月13日、マドンナ）
- 【ドM必見！ドS嬢×人間ペット3P】レムちゃん！ドMペットを連れてホテルでセックス！顔面騎乗位でペットに舐めさせ、ドM歓喜！Wチ●コでWフェラ！えろコスチェンジで二回戦！動物的連続中出しセックス！腰が止まらねぇ～～～！！！【えろコスリレーバトン13人目】 舞原聖（12月14日、DOC）

### VR
2020年
- 舞原聖 初VR 酔って部屋にきた隣の奥さんに「思いっきり楽しみましょ」と迫られたけど童貞がバレてしまい言いなり性処理玩具になり果ててしまった僕（7月3日、マドンナ）
- 都内某所に圧倒的痴女テクでM男達を何度も絶頂へ導き金玉カラッポになるほどイカせる美魔女が君臨するオイルエステ（9月23日、KMPVR）
- 追いかけてレ○プして、そのまま中出し!（11月18日、ROOKIE）
- ランジェリーエロエロTバックVR（12月16日、ROOKIE）

2021年
- 東京人妻風俗～美人変態妻の卑猥な言葉責めと魔性の痴女プレイで連続不倫射精～（1月1日、CASANOVA）
- クスリ効果で全身敏感の涎ダラダラ!! 媚薬を飲ませ顔面愛撫でイカせ続ける（1月15日、KMPVR）
- 淫語と唾責めのご褒美プレイ!! 唾液痴女の口移しVR（1月23日、KMPVR）
- イキ乱れオナニーVR（3月18日、KMPVR）
- リモートワークで滅茶苦茶叱られうっぷん晴らしにデリヘル呼んだらやってきたのがまさかの大嫌いな女上司! 弱みを握ってやろうとしたら逆に握られ痴女責めご奉仕SEX 舞原聖（4月2日、マドンナ）
- 出会って速攻、女優の方から襲いかかるイチャラブ中出しSEXしてくれるVR（7月9日、ROOKIE）
- フェチ特化 ランジェリー生着替えVR（8月1日、ROOKIE）

2022年
- 愛人に搾り尽くされる不倫旅行VR 極上の’オンナ’に果てなく尽くされる1泊2日の極上体験―。 舞原聖（6月10日、マドンナ）

### ネット配信
- 素人個人撮影、投稿。 644（2015年5月6日、シロウトTV）※「有紗」名義
- マジ軟派、初撮。555 in 水戸 チームN（ナンパTV）※「まい」名義
- 通りすがりのAV女優　川瀬麻衣（HMJM）
- まい（Real Street Angels）
- No.566 川瀬麻衣（TOKYO247）
- ラグジュTV 075 （2015年10月10日、ラグジェTV）※「一条玲」名義
- マジ軟派、初撮。 555 in 水戸 チームN（2015年11月28日、ナンパTV）※「まい」名義
- まい（2016年4月19日、P-WIFE）
- ラグジュTV 390 （2016年8月20日、ラグジェTV）※「一条玲」名義
- しほ（2018年3月26日、ヒルズ妻）
- マコちゃん（2019年2月13日、エチケット）
- せな（2019年4月26日、はめチャンネル）
- せな 2（2019年4月26日、はめチャンネル）
- せな 3（2019年4月26日、はめチャンネル）
- No.1035 羽田 聖（2020年6月25日、舞ワイフ）
- No.1054 羽田 聖（2020年9月1日、舞ワイフ）
- ひじり（2020年9月30日、おっぱい素人#3150）
- 【ドM必見! ドS嬢 × 人間ペット3P】レムちゃん! ドMペットを連れてホテルでセックス! 顔面騎乗位でペットに舐めさせ、ドM歓喜! Wチ●コでWフェラ! えろコスチェンジで二回戦!動物的連続中出しセックス!腰が止まらねぇ〜〜〜!!!【えろコスリレーバトン13人目】（2020年11月8日、SUKEKIYO）※「レム」名義
- 配信限定 ハメ撮り MADOOOON!!!! マドンナ専属女優の『リアル』解禁。舞原聖（2022年6月7日、マドンナ）

## 書籍

### デジタル写真集
- 週刊ポストデジタル写真集 マドンナALLSTARS 肉宴（2019年12月23日、小学館、撮影：藤本和典）- 5人のマドンナ専属女優によるデジタル写真集。
- 聖ひばり　聖なるエロス アサ芸SEXY女優写真集（2025年5月1日）
- 聖ひばり　淫美テーション アサ芸SEXY女優写真集（2025年5月1日）

### 雑誌
- 週刊ポスト 2020年1月3・10日号（小学館） - グラビア「マドンナALLSTARS 肉宴diary」

## 出演

### ウェブテレビ
- 全裸監督2（2021年6月24日 全話配信、Netflix） - 第7話、第8話